# سفارة البحرين في واشنطن العاصمة
سفارة البحرين في واشنطن العاصمة هي البعثة الدبلوماسية لمملكة البحرين لدى الولايات المتحدة. تقع في 3502 الطريق الدولي، شمال غرب، واشنطن العاصمة، في حي كليفلاند بارك. تدير السفارة أيضا قنصلية عامة في مدينة نيويورك.
السفير هو عبد الله بن محمد بن راشد آل خليفة.